# Teatre de Marionetes de Letònia
El Teatre de Marionetes de Letònia (en letó,  Latvijas Leļļu teātris), és un teatre de marionetes a Letònia, i està ubicat a la ciutat de Riga, capital del país. Va ser fundat l'any 1944. A més a més d'oferir espectacles per als nens, també ho fa per al públic adult. Dintre de l'establiment es troben els tallers de construcció de titelles.